# 応用宝
応用宝（おうようほう、中国語: 应用宝、英語: Tencent Appstore）は、テンセントが開発したAndroidスマートフォン総合管理プラットフォームおよびアプリケーションストアである。Android向けプラットフォームのほか、Microsoft Windows向けプラットフォームも提供されている。

## 概要
中華人民共和国向けに提供されており、モバイルアプリケーションはモバイルWebサイトとモバイルアプリストアの両方から入手可能である。また、携帯電話の最適化、アプリケーションの検出、ワンクリックroot化、バックアップ等が可能な機能を持つ。

## 歴史
2015年、ゴールデンフェザー賞（中国語: 金翎奖）で「最も影響力のあるチャンネルプロバイダー（中国語: 最具影响力渠道商）」を受賞した。
2017年3月28日、北京国家会議センターにて開催された「2017ビッグデータ産業サミット」（中国語: 2017大数据产业峰会）にて、中華人民共和国工業情報化部の指導の下で「信頼できるアプリケーションストア」として最初のバッチのリストが正式に発表された。